# 金特·埃内斯库
金特·埃内斯库（羅馬尼亞語：Günther Enescu，1955年11月25日—），罗马尼亚男子排球运动员。他曾代表罗马尼亚国家队参加1980年夏季奥林匹克运动会排球比赛，获得一枚铜牌。